# ニグベイ
ニクベイ（Negübei、? - 1271年）は、モンゴル帝国の皇族、チャガタイ家の第10代当主（在位：1271年）。チンギス・カンの次男、チャガタイの孫にあたる。『元史』では聶古伯、『集史』ではنیکبایNīkbāīと表記される。

## 生涯
チャガタイの庶子のサルバンの子として生まれた。兄弟にはモンケ・カアンの南宋遠征に従軍したクシカ（Qūshīqī）がいる。
1270年、チャガタイ家の君主バラクはイルハン朝統治下のホラーサーンに侵攻したが、カラ・スゥ平原の戦いにてアバカ率いるイルハン朝軍に大敗を喫した。バラク率いるチャガタイ・ウルス軍の敗戦の最中、従軍していた多くの諸王がバラクの下から離反して逃亡し、ニクベイもまたホジェンド方面に逃れた。『ワッサーフ史』によると、バラクは自らの兄弟であるヤサウルをニクベイを呼び戻すために派遣し、ヤサウルに説得されたニクベイは一旦は逃亡をやめようとした。しかし、ビシュバリク地方でアフマド・オグルが見せしめとしてバラクに殺されたとの報が届くと、バラクの魂胆を知ったニクベイはバラクの下に戻ることを拒否し、ヤサウルもバラクを見限ってオゴデイ家のカイドゥに臣従するようになったとされる。
その後、バラクがオゴデイ家のカイドゥの軍に包囲された営中で毒殺と言われる急死を遂げた後、カイドゥの支持を受けて「チャガタイ・ウルスの皇帝権」を与えられた。もっとも、ニクベイはチャガタイ系諸王の中では傍系に過ぎず、当時既に高齢なこともあって、カイドゥがチャガタイ・ウルスを支配するための傀儡君主に過ぎなかったと考えられている。ニクベイの最期について『集史』等の史書に記録がないが、系図集である『五族譜』にはニクベイが捕虜としていたナリク、ブカ・テムル、ブカの3兄弟がニグベイの軍隊と共謀して叛乱を起こし、ニグベイを殺害した後にブカ・テムルがチャガタイ・ウルス君主の座を得たと記されている。
『元史』巻8世祖本紀5には至元十年（1273年）に「叛臣聶古伯」を北平王ノムガンらが討伐したことが記録されているが、『新元史』や『蒙兀児史記』は音の類似からこの「聶古伯」がニクベイを指すのではないかと推測している。

## チャガタイの子サルバンの家系
- チャガタイ（Čaγatai, 察合台／چغتاى Chaghatāī）
  - サルバン（Sarban,ساربانSārbān）
    - クシカ（Qušiqi,قوشیقی Qūshīqī）
    - ニクベイ（Negübei,聶古伯／نیکبایNīkbāī）